# Над морем
«Над морем» — українська пісня. Автор слів — Дмитро Павличко, композитор — Володимир Івасюк. Пісня відома у виконанні гуртів «Ватра» (солістка Оксана Білозір), «Мертвий півень» і Тараса Чубая.
Також на цей вірш написали два романси українські композитори Юлій Мейтус і Климентій Домінчер.

## Історія створення
Вірш «Над морем» написав Дмитро Павличко 1957 року. У 1967 році його поклав на музику Володимир Івасюк. Це була одна з перших пісень молодого композитора. За словами Дмитра Павличка:
|                   | Написав гарну, теплу та ліричну музику на нього Володя Івасюк. Спеціально для Івасюка я нічого не писав, мого вірша він сам знайшов. Хоч мені завжди подобалася його творчість. |
| — Дмитро Павличко | |

На вірші Дмитра Павличка Володимир Івасюк написав ще одну пісню «Далина» (1973), яку виконала Софія Ротару. Були плани на подальшу співпрацю. У листі від 6 жовтня 1974 року Володимир Івасюк пише до Дмитра Павличка:  
|                    | А оце звертаюся до Вас, Дмитре Васильовичу, з уклінним проханням. Якщо вважаєте, що можете мати зі мною якісь творчі справи, то надішліть мені, будь ласка, декілька своїх поезій, спеціально написаних, як пісенні тексти. Буду вам дуже вдячний. Я певен, що вони викличуть у мене мелодії. Старатимусь, щоб пісні вам мої сподобались. |
| — Володимир Івасюк | |

## Виконання
У 1980-ті роки пісню «Над морем» виконував на концертах вокально-інструментальний ансамбль «Ватра» під керівництвом Ігоря Білозіра, солістка Оксана Білозір. 18 травня 1989 року на концерті у Луцьку Оксана Білозір представила «Над морем» як «досі не співану» пісню Володимира Івасюка. 
29 травня 1998 року гурт «Мертвий півень» (соліст Михайло Барбара) виконав пісню на триб'ют-концерті «Володимир Івасюк. Повернення» у Національному палаці «Україна»  (режисер Сегій Архипчук), організованому музичним журналом «Галас». Студійний запис здійснено у травні-червні 1998 року гуртом «Мертвий півень» на «Студії Лева» (Львів). Вона увійшла до їх 5-го студійного  альбому «Шабадабада». 2011 року музиканти «Мертвого півня» з Михайлом Барбарою на студії «ФДР» записують альбом  «Радіо Афродита» на якому пісня «Над морем» йде під №6. У новому запису вона звучить повільніше і «більш атмосферно».  
Нове прочитання пісень Володимира Івасюка відбулось на триб'ют-альбомі «Наш Івасюк» 2002 року Тараса Чубая. Пісня «Над морем» на ньому записана двічі, крім основного треку на альбомі присутній альтернативний мікс. У березні 2009 року до 60-річчя з дня народження Володимира Івасюка у Львівській опері Тарас Чубай презентував концертний проєкт «Наш Івасюк». Пісню «Над морем» Чубай виконав у супроводі гурту «Плач Єремії» і струнного квартетому «Віртуози Львова» 
2007 року пісня увійшла до альбому Назара Савка та вихованців його студії «Молодь співає пісні Івасюка». 2009 року Назар Савко знав у Криму відео на цю пісню.
17-18 березня 2014 року з нагоди 65-річчя від дня народження Володимира Івасюка на сцені Львівського оперного театру відбувся музично-мистецький проект “ІВАСЮК’65”. Пісню «Над морем» у виконанні гурту Піккардійська Терція та Оксани Мухи відзначено як найбільш знакову подію цього концерту. 2024 року Піккардійська Терція і Оксана Муха на «Студії Лева» записали студійну версію пісні. Аранжування до дуетного виконання здійснив Григорій Міняйло.
Восени 2018 року американська співачка Брія Блессінг і гурт «ShockolaD» презентували альбом IVASYUK і концертну програму «ІВАСЮК in da jazz». До альбому увійшли 10 пісень Володимира Івасюка у джазовому аранжуванні, серед яких «Над морем».

## Інші твори на цей вірш
На вірш Дмитра Павличка «Над морем» написали власні романси українські композитори Юлій Мейтус і Климентій Домінчер. Романс на музику Юлія Мейтуса виконувала Народна артистка УРСР мецо-сопрано Лариса Остапенко. Романс «В морі я хотів печаль свою втопить» на музику Климентія Домінчера виконувала солістка Львівської опери Мар'яна Мазур.